# بيرا (جيفريج)
بيرا (الروسية: Бира) هي مدينة في مقاطعة الأوبلاست اليهودية الذاتية في روسيا.
يبلغ عدد سكانها حوالي 3590 نسمة.